# أرقام الهواتف في الأردن
أرقام الهواتف في الأردن تتكون من سبعة أرقام، يسبقها في الخط الثابت مفتاح المنطقة من رقمين *0، ومن ثلاثة أرقام في الشبكات الخلوية *07.

## تنسيق رقم الهاتف
خط أرضي ثابت +962 6 555 5555
```
 962+ الأردن 6 مدينة عمان. . #. 
```

الهواتف المحمولة +962 79 999 9999
```
 962+ رقم تعريف مشغل الأردن 07X 
```

## رموز المنطقة المحلية
- 02 المنطقة الشمالية ( اربد وعجلون وجرش والمفرق )
- 03 المنطقة الجنوبية ( الطفيلة والكرك ومعان والعقبة والبتراء )
- 05 الزرقاء
- 06 عمان
- 07 الهواتف المحمولة
  - 075 × فريندى
  - 077x أورنج
  - 078x أمنية
  - 079x زين
- 08 خطوط مجانية
- 09 خطوط الخدمة